# Мойзес (футболист, 1979)
Мойзе́с Мо́ра Пинье́йру (порт.-браз. Moisés Moura Pinheiro; род. 25 июля 1979, Нануки, Минас-Жерайс) — бразильский футболист, более известный как Мойзес.

## Биография

### Начало карьеры
Родился в городе Нануки, в штате Минас-Жерайс. Мойзес вырос в семье с небольшим достатком, был младшим из пяти детей. Футбольную карьеру Мойзес начал в клубе «Витория» из города Салвадор, штат Баия. В составе «Витории» Мойзес провёл 46 матчей и забил 1 мяч, за три года выступления за клуб Мойзес стал двукратным чемпионом штата Баия в 1999 и 2000 году, а также обладателем кубка Нордесте 1999 года.

### «Спартак»
В 2002 году Мойзес перешёл в российский «Спартак» из Москвы, предпочтя его именитому итальянскому «Милану», также хотевшему приобрести защитника; Мойзес опасался не закрепиться в основе «Милана». В «Спартаке» вначале Мойзес провёл серию неудачных игр. Он плохо вписывался в тренерские схемы, совершал ошибки, сказывался и языковой барьер. Но к июлю бразилец прибавил, а 11 августа 2002 года забил свой первый гол — в ворота саратовского «Сокола». Играл в матчах Лиги чемпионов с «Валенсией», «Ливерпулем», «Базелем». В 2003 году Мойзес стал обладателем Кубка России, в финальном матче «Спартак» победил «Ростов» со счётом 1:0. Чемпионат России сезона 2003 стал провальным для «Спартака»: клуб финишировал в чемпионате лишь на 10-м месте. По версии газеты «Спорт-Экспресс» Мойзес стал в чемпионате России 2003 года шестым среди центральных защитников премьер-лиги по средней оценке.

### «Крылья Советов»
В конце 2003 года руководство клуба «Крылья Советов» договорилось со «Спартаком» о переходе Мойзеса. Новичок неплохо вписался в игру и стал основным игроком обороны наряду с Патриком Овие и Александром Анюковым, бронзовые медали чемпионата, завоеванные «Крыльями», были и его заслугой. Главный тренер Гаджи Гаджиев сразу обратил внимание на самоотверженность и бойцовские качества бразильца. Гаджиев использовал умение Мойзеса играть головой и доверял ему опеку самых высокорослых соперников, с которыми он успешно справлялся.

#### Конфликт с «Крыльями Советов»
Осенью 2004 года Мойзес уехал в Бразилию, так как у него заболела мать. Вернулся он в команду лишь в конце февраля 2005 года, когда сборы уже шли несколько месяцев, объяснив своё отсутствие просроченным загранпаспортом. Впоследствии выяснилось, что футболист был недоволен финансовыми делами, а «больная мама» была лишь предлогом. Весной выяснилось, что Мойзес играет в бразильском «Крузейро», хотя у него был действующий контракт с «Крыльями».
Тем временем Мойзес подписал контракт с лиссабонским «Спортингом», однако руководство клуба, узнав, что дело Мойзеса рассматривается палатой по разрешению споров ФИФА и ему грозит четырехмесячная дисквалификации, предпочло расстаться с футболистом. Палата по разрешению споров постановила взыскать 2,04 млн долларов с «Крузейро», после чего последовали апелляции и длительные переговоры.
27 февраля 2007 года в Лозанне прошло заседание спортивного арбитражного суда, на котором было решено удовлетворить иск «Крылья Советов» к Мойзесу и клубу «Крузейро» и взыскать в пользу «Крыльев» 1 058 000 долларов. Решение является окончательным и не подлежащим апелляции.

### Дальнейшая карьера
За «Крузейро» Мойзес провёл 23 матча и забил 1 мяч, стал в его составе чемпионом штата Минас-Жерайс в 2006 году. В 2007 году Мойзес стал игроком «Фламенго», за который провёл 16 матчей, стал чемпионом штата Рио-де-Жанейро 2007 и обладателем Кубка Гуанараба 2007.
В том же 2007 году Мойзес был отдан в аренду португальской «Боавиште». Перейдя в «Боавишту», Мойзес провёл 15 матчей в чемпионате Португалии сезона 2007/08. После окончания аренды Мойзес в 2008 году перешёл в «Брагу».
В 2011—2012 годах игрок выступал за катарский Эр-Райян.
В 2012 году играл в китайской Суперлиге в одной команде с Дрогба и Анелька.
В 2013 году выступал за «Португезу» в серии А чемпионата Бразилии. Команда заняла 17-е место из 20 команд и вылетела в серию В.
В конце ноября 2013 Мойзес получил травму позвоночника, был прооперирован. У Мойзеса была предварительная договоренность о возвращении в январе в португальскую «Брагу», за которую он выступал с 2008 по 2010 годы, но теперь, возможно, придется завершить спортивную карьеру по состоянию здоровья.

### Карьера в сборной
Мойзес выступал за юношескую сборную Бразилии, с которой выиграл чемпионат Южной Америки, когда ему было 17 лет.

### Тренерская карьера
В 2020 году стал тренером в молодёжной структуре португальского клуба «Брага». В октябре 2022 года был назначен главным тренером команды игроков до 20 лет бразильского клуба «Гуарани» (Кампинас). В феврале — марте 2023 года был временно исполняющим обязанности главного тренера основной команды «Гуарани» в Серии Б. В апреле 2023 года стал главным тренером бразильского клуба «Порто Витория»pt из штата Эспириту-Санту.

## Достижения
- Чемпион штата Баия: 1999, 2000
- Обладатель Кубка Нордесте: 1999
- Обладатель Кубка России: 2003
- Чемпион штата Минас-Жерайс: 2006
- Чемпион штата Рио-де-Жанейро: 2007
- Обладатель Кубка Гуанараба: 2007
- Бронзовый призёр Чемпионата России (2): 2002, 2004